# 洛雷贾
洛雷贾（義大利語：Loreggia），是意大利威尼托大区帕多瓦省的一个市镇。总面积19.03平方公里，人口7247人，人口密度380.8人/平方公里（2009年）。国家统计（ISTAT）代码为028046。